# Bromyard

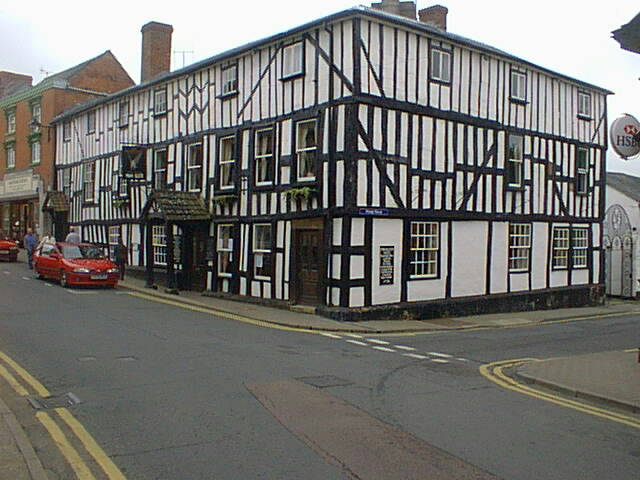
Le Falcon Pub à Bromyard.

Bromyard est une ville du Herefordshire, en Angleterre. Située à proximité de la frontière avec le Worcestershire, elle est traversée par l'A44 qui relie Leominster et Worcester. Administrativement, elle est rattachée à la paroisse civile de Bromyard and Winslow, qui comptait 4 236 habitants au moment du recensement de 2011.
Bromyard possède un grand nombre de bâtiments classiques à colombages, y compris certains pubs. L'église paroissiale date de l'époque de la conquête normande (aux alentours du XIIe siècle). Bromyard a été fondée vers 1100 par les évêques de Hereford qui possédaient un manoir et une cathédrale. La ville a été pendant de nombreuses années une ville de marché, elle est toujours un lieu de production de pommes, de poires, de culture du houblon et des fruits doux.
Pendant la Première Guerre mondiale, il y avait à Bromyard un camp d'internement, où l'Irlandais nationaliste Terence MacSwiney, futur lord-maire de Cork et gréviste de la faim, fut interné et s'y maria. Durant la Seconde Guerre mondiale, l'école de Westminster a été temporairement déplacée à Buckenhill, à la périphérie de la ville.
La ville est jumelée avec Athis-de-l'Orne, en Normandie.